# Vassili Petrenko
Vassili Petrenko   (Sant Petersburg, 7 de juliol de 1976) és un director d'orquestra rus. És director principal de la Royal Liverpool Philharmonic Orchestra i de la National Youth Orchestra de Gran Bretanya i es converteix en director principal de la Filharmònica d'Oslo des de la temporada 2013–2014.

## Biografia
Estudis i inicis

Vasily Petrenko, nascut a Sant Petersburg, va començar la seva formació musical a l'escola per a nens a la Capella de Sant Petersburg i després al Conservatori de Sant Petersburg. La seva mare és professora a la Universitat de Sant Petersburg. Va estudiar direcció amb Ilià Mussin i va participar en classes magistrals amb Mariss Jansons, Iuri Temirkànov i Esa-Pekka Salonen. El 2002, va guanyar el primer premi al Concurs de Direcció d'Orquestra de Cadaqués, i, després, el 2003, el segon premi al Quart Concurs Internacional de Directors d'Orquestra Prokofiev de Sant Petersburg.
Vassily Petrenko va començar la seva carrera professional com a director d'orquestra resident al teatre Moussorgsky de Sant Petersburg del 1994 al 1997. Va debutar el 2004 amb la Royal Liverpool Philharmonic.
Amb la Royal Liverpool Philharmonic Orchestra

El juliol de 2005, la Royal Liverpool Philharmonic (OPRL) va anunciar la signatura d'un contracte de tres anys (a partir de la temporada 2006-2007) amb el jove director d'orquestra Vasily Petrenko, que aleshores només tenia 29 anys, per succeir a l'americà Gerard Schwarz. Vasily Petrenko era llavors simultàniament el director més jove de l'Orquestra de Liverpool, el primer rus a dirigir-la i el director actiu més jove al capdavant d'una orquestra britànica, però no va batre el "rècord" de Simon Rattle que va prendre el timó de la Simfònic de Birmingham Orquestra als 25 anys. A partir de maig de 2007, el contracte de Vasily Petrenko al capdavant d'aquesta orquestra es va prorrogar per primera vegada fins al 2012. Es va prorrogar de nou per tres anys, fins al 2015, al setembre del 2009.
Durant aquests anys a Liverpool, Vasily Petrenko va reforçar significativament els vincles entre l'Orquestra i el seu director (que s'havia deteriorat amb el seu predecessor) i va contribuir a millorar la situació financera de l'Orquestra. Va poder ampliar progressivament el repertori de l'Orquestra, mantenir les relacions necessàries amb el municipi per millorar els recursos materials i financers posats a disposició de l'Orquestra i va experimentar un alt ritme de creixement del nombre de places venudes.
A l'abril de 2007, Vasily Petrenko va ser un dels vuit directors britànics que va signar el manifest "Building on Excellence: Orchestras for the 21st Century", dirigit a augmentar la presència de la música clàssica a Gran Bretanya durant els propers deu anys, però també a permetre que cada nen assistís a almenys un concert simfònic gratuït i, finalment, per fomentar l'excel·lència en la creació musical.
El març de 2009, la Universitat de Liverpool Hope va nomenar Vasily Petrenko professor honorari i doctor en lletres, consagrant les relacions forjades i enriquides amb l'OPRL des de l'assumpció del càrrec del seu jove director, havent portat sobretot els músics de l'orquestra a ensenyar a la universitat. També és doctor honoris causa per les universitats de Liverpool i John Moores.
Amb l'Orquestra Filharmònica d'Oslo

Vasily Petrenko va dirigir la Filharmònica d'Oslo per primera vegada el desembre de 2009. El febrer de 2011, l'Orquestra Filharmònica d'Oslo va anunciar el nomenament del seu futur director, Vasily Petrenko, a partir de la temporada 2013-2014. 2014, per un període de quatre anys. Vasily Petrenko anuncia en aquesta ocasió que continuarà la seva col·laboració simultàniament amb l'OPRL.
Col·laboracions amb altres orquestres

Durant la temporada 2009-2010, Vasily Petrenko va debutar amb l'Orquestra Philharmonia, l'Orquestra Filharmònica de Londres i l'Orquestra Nacional de Rússia, l'Orquestra Nacional de França, l'Orquestra Simfònica de la Ràdio de Finlàndia, l'Orquestra Simfònica NHK i l'Acadèmia de Sainte Cécile. Als Estats Units, va debutar amb la Filharmònica de Los Angeles, l'Atlanta Symphony i l'Orquestra Simfònica de San Francisco el 2010 i amb l'Orquestra de Filadèlfia, l'Orquestra Simfònica Nacional de Washington i l'Orquestra Simfònica de Minnesota el 2011.
Durant l'acte oficial celebrat a París celebrant el centenari de l'armistici de la Primera Guerra Mundial, l'11 de novembre de 2018, Vasily Petrenko va dirigir l'Orquestra Juvenil de la Unió Europea en la interpretació del Bolero de Maurice Ravel, sota l'Arc de Triomf, davant d'un parterre que reuneix més de 70 caps d'Estat.
Vida privada

Vasily Petrenko viu amb la seva dona Evgenia i el seu fill Alexander ("Sasha") a la península de Wirral, a la rodalia immediata de Liverpool. És un apassionat del futbol i dona suport al FK Zenit Sant Petersburg i al Liverpool Football Club.